# Ushas Mons
Ushas Mons is een vulkaan op de planeet Venus. Ushas Mons werd in 1982 genoemd naar Ushas, de godin van de dageraad in het hindoeïsme.
De vulkaan heeft een diameter van 413 kilometer, is twee kilometer hoog en bevindt zich in het zuiden van het quadrangle Navka Planitia (V-42), ten noorden van de Dione Regio. 
De vulkaan wordt gekenmerkt door talrijke heldere lavastromen en een reeks breuken van noord naar zuid, waarvan er veel lijken te zijn gevormd nadat de lava op het oppervlak was uitgebarsten. In het centrale topgebied zijn jongere ononderbroken stromen zichtbaar. Dit soort breuken en vulkanisme is gebruikelijk bij dit type vulkaan op Venus en wordt verondersteld het gevolg te zijn van een grote zone van heet materiaal dat opwelde vanuit de Venus-mantel, een fenomeen dat op aarde bekend staat als een hotspot. Aan de noordkant tussen de breuken ligt de inslagkrater Hansberry.